# Wegen in Israël
Het wegennet van Israël bestaat uit een netwerk van wegen in Israël, waarin inbegrepen de 'bezette gebieden' Westelijke Jordaanoever en de Golanhoogten. Sinds het verlaten van de Gazastrook is het wegennet in dat gebied afgestoten.
Het wegennet is goed uitgebouwd en bevat meerdere autosnelwegen. Er zijn echter weinig grensovergangen vanwege conflicten met de buurlanden. Alleen met Jordanië en Egypte zijn open grensovergangen. De grensovergangen met Syrië en Libanon zijn gesloten voor normaal verkeer en worden beheerd door de Verenigde Naties. Er zijn wel veerverbindingen met Cyprus en Griekenland vanaf Haifa.

## Wegnummering
Er zijn drie wegnummeringsklassen in Israël:
- De een- en tweecijferige wegen zijn de hoofdwegen. Zij hebben een rood wegschildje met een witte achthoek met daarop in rode cijfers het nummer. De even nummers lopen van het noorden naar het zuiden, de oneven nummers van het westen naar het oosten.
- De driecijferige wegen zijn aftakkingen van de een- en tweecijferige wegen. Zij hebben een groen wegschildje met een witte achthoek met daarop in groene cijfers het nummer.
- De viercijferige wegen zijn lokale wegen. Zij hebben een bruin wegschildje met een witte achthoek met daarop in bruine cijfers het nummer.

Wegen krijgen een blauw schildje als ze officieel als autosnelweg zijn geclassificeerd.

Een blauw schildje
Een rood schildje
Een groen schildje
Een bruin schildje

## Naamgeving
De Hebreeuwse naam voor weg is kvish. Veel wegen hebben een officiële Hebreeuwse naam. Deze naam is niet altijd even bekend. Vaak heeft een weg daarom ook een bijnaam naar de plaats van de weg. Zo heet de Kvish 6 officieel Kvish Yitzchak Rabin, maar wordt hij vaak Kvish Chotzeh Yisra'el (Trans-Israëlweg) genoemd.